# Франке, Бодо
Бодо Франке (нем. Bodo Francke; 27 декабря 1918, Берлин — 1977, Вупперталь, Северный Рейн-Вестфалия) — немецкий художник-абстракционист, представитель конструктивизма.

## Биография
Франке изучал искусствоведение и театроведение в Берлине и Дюссельдорфе. Он был учеником Хайнриха Науэна. После того, как его первая выставка в 1938 году была закрыта преждевременно, он выставлялся вместе с Кете Кольвиц в 1939 году, после чего эмигрировал во Францию для обучения.
После 1945 года Франке жил в Пренцлауэр-Берг и принадлежал к кругу вокруг книжного магазина Лёвински и художника Пауля Розье. Когда политическое давление затруднило работу, в 1959 году он переехал в Западный Берлин, а оттуда в Федеративную Республику.
Со своими работами в стиле Парижской школы он участвовал во всех крупных немецких послевоенных выставках и считался представителем классического модернизма и потерянного поколения. В его работах язык линии изобразительной фазы растворяется в абстрактной и наоборот.